# Andreas Rüttenauer

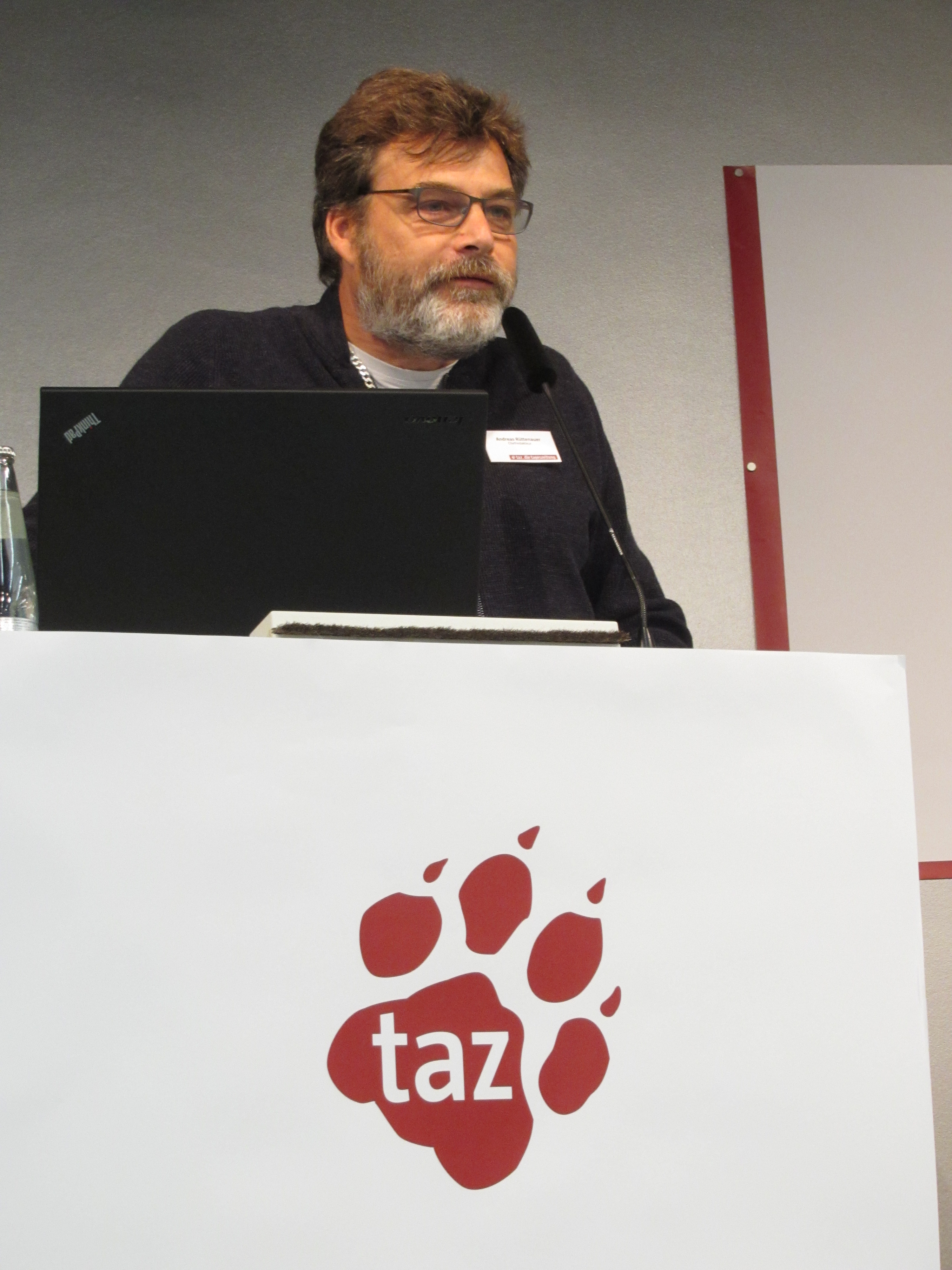
Andreas Rüttenauer (2014)

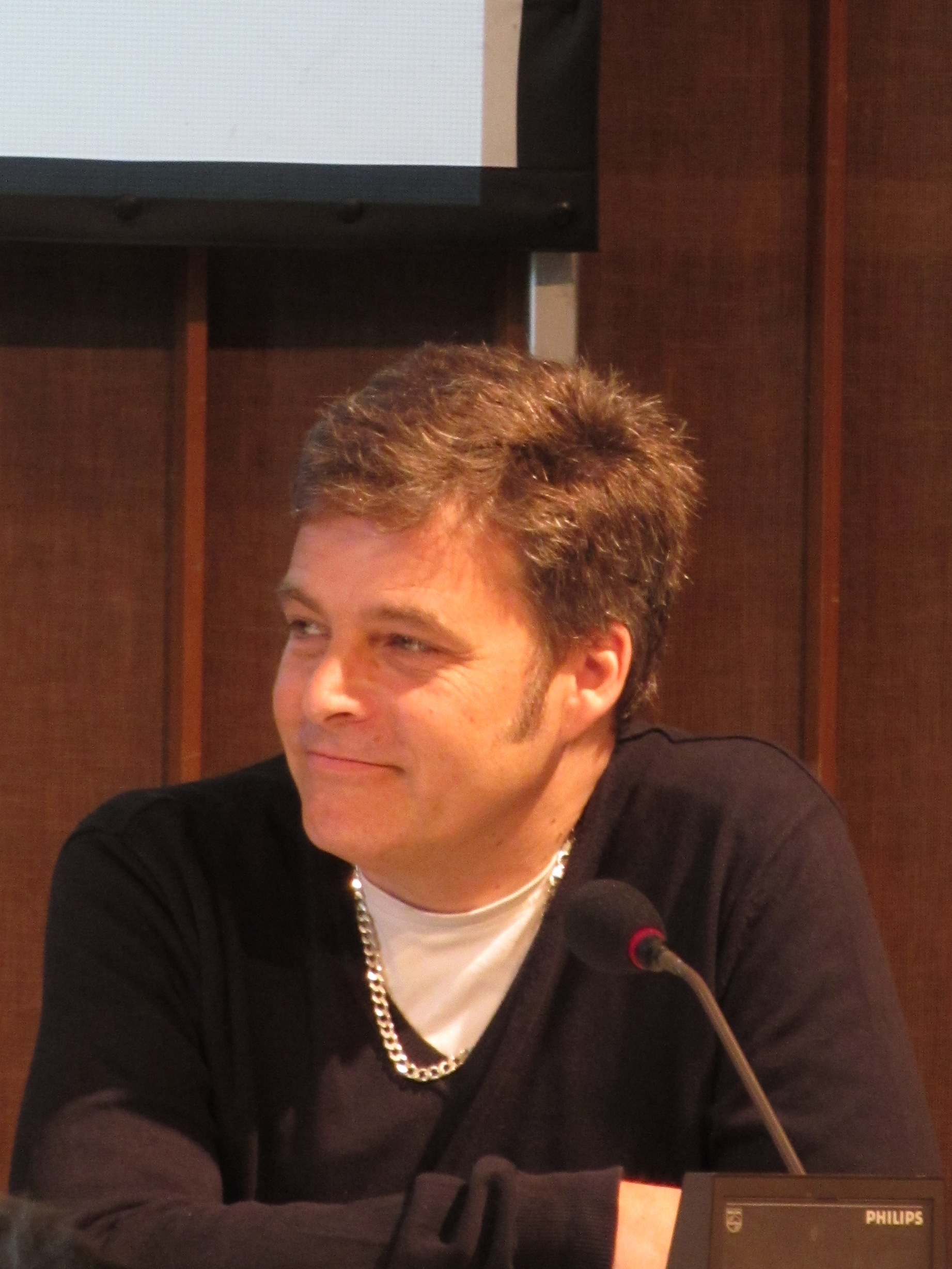
taz-Chefredakteur Andreas Rüttenauer auf dem taz.lab am 12. April 2014 in Berlin während der Veranstaltung der taz-Genossenschaft: „Die taz baut ein neues Haus“

Andreas Rüttenauer (* 19. Januar 1968 in München) ist ein deutscher Journalist. Er war kurzzeitig Chefredakteur der taz.

## Leben
Andreas Rüttenauer hat ein Slawistik-Studium begonnen und war anschließend Kabarettist auf Kleinkunstbühnen. Später wollte er Lehrer werden und hat dann in einer Landkreisredaktion der Süddeutschen Zeitung das journalistische Handwerk gelernt. Seit 2001 ist Rüttenauer bei der taz und war seit 2006 Redakteur im Sportressort. Von 2008 bis 2009 gehörte er dem Redaktionsrat der taz an und hat an der Ausarbeitung des derzeit gültigen Redaktionsstatuts mitgewirkt. Darüber hinaus ist Andreas Rüttenauer als Sachbuch-Publizist und Herausgeber tätig. Andreas Rüttenauer ist ein Urenkel des Schriftstellers Benno Rüttenauer und ein Enkel der Erziehungswissenschaftlerin Isabella Rüttenauer.
Um auf Missstände im Deutschen Fußball-Bund (DFB) aufmerksam zu machen, kandidierte der Sportjournalist Rüttenauer im Jahr 2012 (erfolglos) für den Vorsitz des DFB.

## taz-Chefredakteur
Seit dem 1. April 2014 war Andreas Rüttenauer gleichberechtigt mit Ines Pohl Chefredakteur der taz. Nach dem Abgang von Ines Pohl im Juli 2015 leitete er die Redaktion bis zum 14. September 2015. Am 15. September 2015 übernahm Georg Löwisch die alleinige Chefredaktion. Andreas Rüttenauer wird weiter als Autor bei der taz bleiben und die neu zu gründende Medien- und Ideenwerkstatt in der taz leiten.

## Kabarettist
Bis 1997 trat Andreas Rüttenauer im 1983 von Christian Springer und Helmut Schleich gegründeten Kabarett Fernrohr auf. Die drei gehören zu den Mitbegründern des Münchner Kleinkunst-Nachwuchsfestivals Kabarett Kaktus.

## Veröffentlichungen
- Pokalfinale. Roman. Verbrecher Verlag, Berlin 2003, ISBN 3-935843-24-0.[8]
- Münchenbuch. Anthologie. Texte und Bilder von Jenny Bleek u. a. Hrsg. von Andreas Rüttenauer und Jörg Sundermeier. Verbrecher Verlag, Berlin 2004, ISBN 3-935843-45-3.[9]